# .moe
'.moe' es un dominio de nivel superior genérico en el DNS de Internet, creado por InterLink Co.. Su nombre proviene de la palabra japonesa moe, indicando que su propósito previsto en el mercadeo de productos o servicios considerados moe.